# Naturschutzgebiet Obere Nebelseen
Koordinaten: 53° 35′ 24,2″ N, 12° 27′ 5,9″ O
Das Naturschutzgebiet Obere Nebelseen ist ein 499 Hektar umfassendes Naturschutzgebiet in Mecklenburg. 

## Lage und Bedeutung

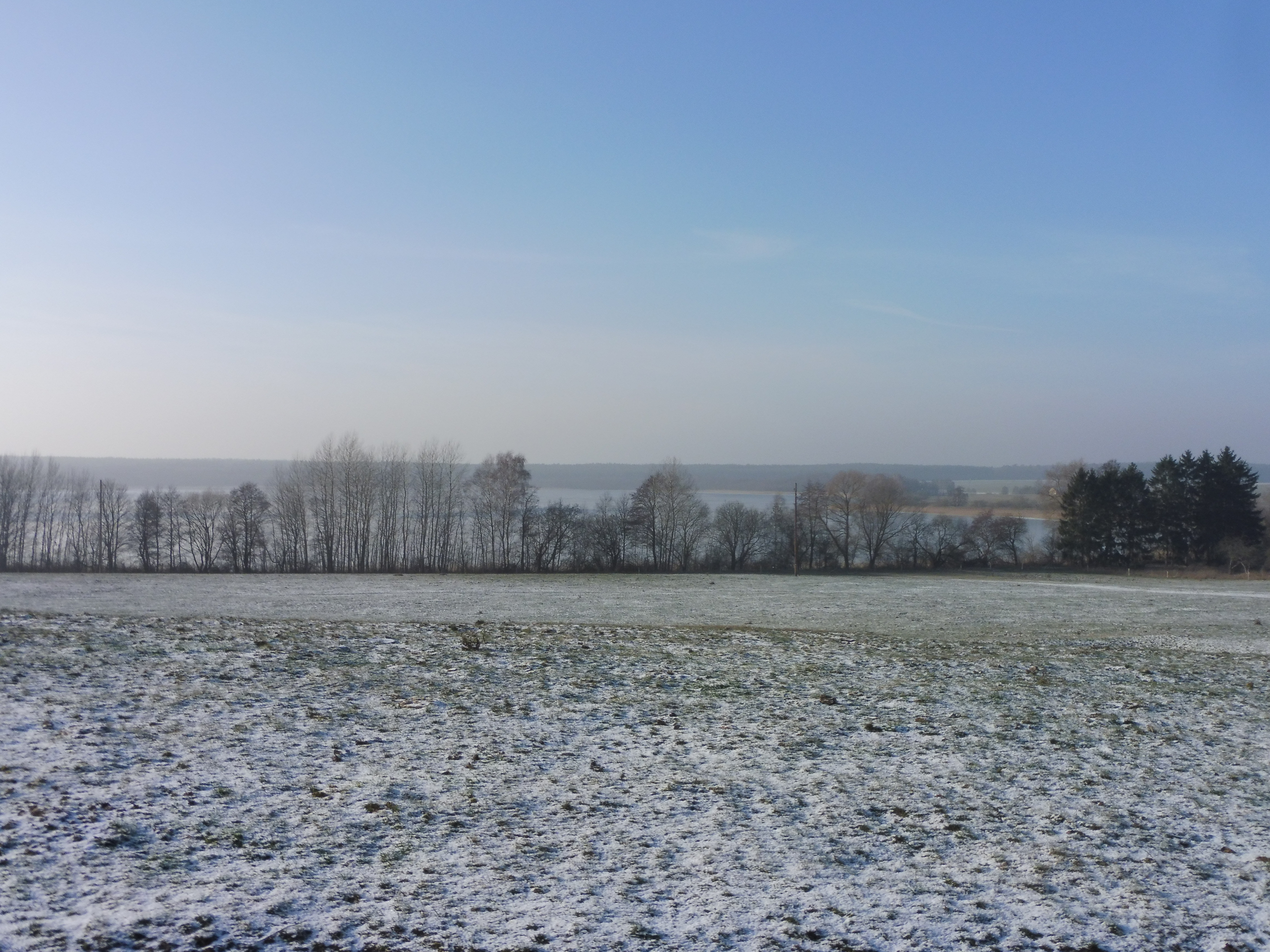
Malkwitzer See

Es wurde am  12. Juni 1996 ausgewiesen mit dem Ziel, das Quellgebiet der Nebel mit naturnahen und landschaftlich reizvollen Niedermoorflächen, Seen sowie ausgedehnte Trockenstandorte zu erhalten. Die Seen Hofsee, Kraazer See und Malkwitzer See liegen im Naturschutzgebiet.
Das Naturschutzgebiet ist Bestandteil des FFH-Gebietes Nebeltal mit Zuflüssen, verbundenen Seen und angrenzenden Wäldern.